# Landsat 8
Landsat 8 es un satélite de observación terrestre estadounidense lanzado el 11 de febrero de 2013.  Es el octavo y segundo más reciente satélite del proyecto Landsat operado por la NASA y el Servicio Geológico de los Estados Unidos (USGS) desde 1972.
El satélite Landsat 8 transporta dos instrumentos OLI y TIRS, que corresponden a las siglas en inglés para Operational Land Imager (OLI) y Thermal Infrared Sensor (TIRS). El sensor OLI provee acceso a nueve bandas espectrales que cubren el espectro desde los 0.433 μm a los 1.390 μm, mientras que TIRS registra de 10.30μm a 12.50μm.

## Productos
Los productos de nivel 1 (Level 1) del satélite Landsat 8 son accesibles aproximadamente 24 horas después de su adquisición sin ningún costo. Esta información es corregida en tierra y suministrada en escenas de aproximadamente 190 km de ancho y 180 km de alto
Una escena de nivel 1 está compuesta por 13 archivos: 11 archivos en GeoTIFF correspondientes a cada una de las 11 bandas registradas, un archivo con metadatos (MTL) y uno más con una evaluación de la calidad de la escena (QA).

## Órbita
El satélite completa su órbita de 705 km de altura cada 99 minutos, y revisita un mismo punto sobre la superficie de la Tierra cada 16 días con un desfase de 8 días con respecto al satélite Landsat 7, del mismo proyecto. Bajo estas condiciones el satélite adquiere cerca de 650 imágenes diariamente.

## Bandas
Los dos sensores transportados por el satélite completan 11 bandas espectrales como se muestra en la tabla.
| Banda | Nombre                              | Longitud de onda (μm) | Resolución (m) |
| ----- | ----------------------------------- | --------------------- | -------------- |
| 1     | Costera - Aerosoles                 | 0.435 - 0.451         | 30             |
| 2     | Azul                                | 0.452 - 0.512         | 30             |
| 3     | Verde                               | 0.533 - 0.590         | 30             |
| 4     | Rojo                                | 0.636 - 0.673         | 30             |
| 5     | Infrarrojo cercano (NIR)            | 0.851 - 0.879         | 30             |
| 6     | Infrarrojo de onda corta 1 (SWIR 1) | 1.566 - 1.651         | 30             |
| 10    | (TIR 1)                             | 10.60 - 11.19         | 100            |
| 11    | (TIR 2)                             | 11.50 - 12.51         | 100            |
| 7     | Infrarrojo de onda corta 2 (SWIR 2) | 2.107 - 2.294         | 30             |
| 8     | Pancromática                        | 0.503 - 0.676         | 15             |
| 9     | Cirrus                              | 1.363 - 1.384         | 30             |